# André Tricot
Pour les articles homonymes, voir Tricot (homonymie).
André Tricot est professeur d'université en psychologie à l'École supérieure du professorat et de l'éducation Midi-Pyrénées né en 1966. Il a élaboré avec Jean-François Rouet un modèle de recherche d'information dans les hypertextes, le modèle EST, reconnu en psychologie cognitive et en sciences de l'information et de la communication.

Dans le domaine de l’ingénierie pédagogique, il a proposé un modèle rationnel pour l'enseignement fondé sur une distinction entre six formats de connaissances : concepts, représentations, traces littérales, méthodes, savoir-faire, automatismes. Ce modèle est conçu pour aider les enseignants à déterminer le type de connaissances qu'ils cherchent à développer chez les élèves et donc à mieux déterminer les objectifs d'enseignement. Il propose également, à partir d'une revue de la littérature empirique, d'identifier la nature des activités pédagogiques à privilégier pour faire acquérir le type de connaissances visées.
André Tricot a également développé une réflexion sur l'intégration des TICE à l'école et leur utilisation pédagogique. Il met en exergue la diversité des outils numériques pouvant être utilisés et, à partir d'études empiriques, montre qu'ils sont inégalement performants d'un point de vue pédagogique. Il souligne également la nécessité de la mise en œuvre d'une éducation aux médias et à l'information.
Après avoir été responsable du master Métiers de l'enseignement et de la formation : documentation  à l'IUFM Midi-Pyrénées, il dirige la structure fédérative de recherche de l’ESPE de l'académie de Toulouse. Il est coordinateur du groupe chargé de l'élaboration d'un projet de programme pour le cycle 2 (2014).

## Publications
- André Tricot, Apprentissages et documents numériques, Belin, 2007.  (ISBN 978-2701144092).
- Lucile Chanquoy, John Sweller, André Tricot, La Charge cognitive : théories et applications, Armand Colin, 2008.  (ISBN 978-2200347246).
- Nicole Boubée, André Tricot. L'activité informationnelle juvénile. Paris : Hermès, Lavoisier, 2011.
- Manuel Musial, Fabienne Pradère, André Tricot, Comment concevoir un enseignement, De Boeck, 2012.  (ISBN 978-2-8041-6936-7).
- Franck Amadieu, André Tricot, Apprendre avec le numérique : mythes et réalités, Retz, 2014.  (ISBN 978-2-7256-3320-6)
- André Tricot, Gilles Sahut, Julie Lemarié. Le document : communication et mémoire. De Boeck, 2016.
- André Tricot. L'innovation pédagogique. Retz, 2017.